# Jerry West
Jerry West, celým jménem Jerome Alan West (28. května 1938 Chelyan, Západní Virginie – 12. června 2024 Los Angeles), byl americký basketbalový rozehrávač a křídelník. Měl přezdívku Mr. Clutch pro svoji schopnost podržet tým v kritických momentech zápasu.
Hrál za univerzitní tým West Virginia Mountaineers a byl vyhlášen nejužitečnějším hráčem finále National Collegiate Athletic Association v roce 1959. Byl povolán do reprezentace a získal zlatou medaili na Panamerických hrách a na Letních olympijských hrách 1960 v Římě.
Celou kariéru v National Basketball Association strávil v letech 1960 až 1974 v klubu Los Angeles Lakers. Získal s ním titul v roce 1972, čtrnáctkrát se zúčastnil utkání hvězd NBA. V roce 1969 se stal jediným basketbalistou v historii, který byl vyhlášen nejužitečnějším hráčem finálové série NBA, přestože jeho tým prohrál. Odehrál v NBA 932 zápasů a byl autorem 25 192 bodů. V sezóně 1969–70 byl králem střelců.
Po ukončení hráčské kariéry byl trenérem a funkcionářem. Během jeho působení v roli generálního manažera vyhráli Lakers pětkrát NBA. Komentoval také televizní pořad NBA on ABC.
Byl členem Basketball Hall of Fame a v roce 2019 získal Prezidentskou medaili svobody.
Logo NBA, které vytvořil v roce 1969 Alan Siegel, vzniklo podle fotografie zachycující Jerryho Westa při hře.
Měl pět synů, jeho snachou byla golfistka Michelle Wie.